# Stigbyskolan

SiS ungdomshem Stigby, tidigare Stigbyskolan är en institution för pojkar mellan 16 och 21 år, som drivs av Statens institutionsstyrelse. Den ligger i Stigby på södra delen av Visingsö, i en fastighet som byggdes på 1930-talet som skolbyggnad för den teosofiska rörelsen.

## Avdelningar
- Norrgård (MBB-avdelning, låsbar)
- Södergård (behandlingsavdelning, låsbar)
- Västergård (behandlingsavdelning, låsbar)
- Östergård (behandlingsavdelning, låsbar)